# Jay Briscoe
Jamin Dale Pugh (25. ledna 1984 – 17. ledna 2023), známý přezdívkou Jay Briscoe, byl americký profesionální wrestler. 

## Kariéra
Proslavil se díky svému působení se svým bratrem Markem Briscoem jako Briscoe Brothers v organizaci Ring of Honor, kde společně patřili mezi nejúspěšnější wrestlery. Dále působil v organizacích New Japan Pro-Wrestling a Impact Wrestling. Mezi tituly, které během své kariéry získal, patří Impact World Tag Team Championship a IWGP Tag Team Championship. 
V roce 2022 byl uveden do Síně slávy ROH.

## Osobní život
V roce 2008 se oženil se svou manželkou Ashley Pugh, rozenou Crothers. Zůstali spolu až do jeho smrti a měli spolu tři děti.

### Kontroverze
V průběhu života se opakovaně homofobně vyjadřoval k homosexuálům a kritizoval stejnopohlavní manželství. Ta své výroky se několikrát omluvil a rovněž věnoval dvě své výplaty na charitativní organizace.

### Smrt
Zemřel 17. ledna 2023 při autonehodě v Laurelu ve státě Delaware ve věku 38 let. Protijedoucí vozidlo Chevrolet Silverado 1500 vjelo do protisměru a střetlo se s vozidlem Chevrolet Silverado 2500, které řídil Briscoe. Jeho smrt oznámil na Twitteru majitel Ring of Honor Tony Khan.
Dne 29. ledna 2023 se jeho pohřeb konal na střední škole v Laurelu, smuteční řeč pronesli jeho rodiče, bratr a kolega zápasník a komentátor Caprice Coleman.

## Úspěchy a ocenění
- Combat Zone Wrestling
  - CZW World Tag Team Championship (2x)
- Extreme Rising
  - Match of the Year (2012)
  - Extreme Rising Moment of the Year (2012)
- Full Impact Pro
  - FIP Tag Team Championship (1x)
- Game Changer Wrestling
  - GCW Tag Team Championship (3x)
- House of Glory
  - HOG Tag Team Championship (1x)
- Impact Wrestling
  - Impact World Tag Team Championship (1x)
- Indie Wrestling Hall of Fame
  - Class of 2024
- Jersey All Pro Wrestling
  - JAPW Tag Team Championship (1x)
- National Wrestling Alliance
  - Crockett Cup (2022)
- New Japan Pro-Wrestling
  - IWGP Tag Team Championship (1x)
  - NEVER Openweight 6-Man Tag Team Championship (2x)
- NWA Wildside
  - NWA Wildside Tag Team Championship (1x)
- Premier Wrestling Federation
  - PWF United States Heavyweight Championship (1x)
  - PWF United States Heavyweight Championship Tournament (2009)
- Pro Wrestling Illustrated
  - Ranked No. 7 of the top 500 wrestlers in the PWI 500 in 2015
- Pro Wrestling Noah
  - GHC Junior Heavyweight Tag Team Championship (1x)
- Pro Wrestling Unplugged
  - PWU Tag Team Championship (1x)
- Real Championship Wrestling
  - RCW Tag Team Championship (1x)
  - RCW Tag Team Championship Tournament (2009)
- Ring of Honor
  - ROH World Championship (2x)
  - ROH World Six-Man Tag Team Championship (1x)
  - ROH World Tag Team Championship (13x)
  - Honor Rumble (2009)
  - ROH Year-End Award (3x)
    - Tag Team of the Year (2019)
    - Tag Team of the Decade (2010s)
    - Tag Team of the Year (2021)

  - ROH Hall of Fame (2022)
- Squared Circle Wrestling
  - 2CW Tag Team Championship (1x)
- USA Xtreme Wrestling
  - UXW Tag Team Championship (1x)
- Wrestling Observer Newsletter
  - Tag Team of the Year (2007)
  - Feud of the Year (2022) Briscoe Brothers vs. FTR
  - Shad Gaspard/Jon Huber Memorial Award (2023)